# Södåkra
Södåkra är en by  i Jonstorps socken i Höganäs kommun. Från 2015 avgränsar SCB här en småort.